# Раннє середньовіччя
Раннє Середньовіччя — період європейської історії, що розпочався після падіння Західної Римської імперії. Тривав близько п'яти століть, приблизно між 500 та 1000 роками. В епоху раннього Середньовіччя сталося Велике переселення народів, з'явилися вікінги, виникли королівства остготів в Італії й вестготів в Аквітанії й на Піренейському півострові й утворилася Франкська держава, що в період свого розквіту займала велику частину Західної Європи. Північна Африка й Іспанія увійшли до складу арабського Халіфату, на Британських островах існували численні невеликі держави англів, саксів і кельтів, з'явилися держави в Скандинавії, а також в центральній і східній Європі: Велика Моравія і Київська Русь.

## Падіння Риму
Починаючи з II ст. могутність Римської імперії пішла на спад — поступово занепали морська торгівля і розвиток міст, скоротився приріст населення. У 150 році населення імперії дорівнювало приблизно 65 мільйонам, а до 400 року ця цифра зменшилася до 50 мільйонів. Ймовірно, це було пов'язано зі зміною клімату в Європі і зниженням середньорічних температур, що призвело до втрат врожаїв.
З II століття в Римській імперії почалася криза. Після успіхів Марка Ульпія Нерви Траяна, в 117 році до влади прийшов Публій Елій Адріан. При ньому імперія втратила Месопотамію. У III столітті починаються сутички з германцями. Рим втрачає Дакію, колись ледве завойовану Траяном. У 330 році імператор Костянтин переносить столицю до міста на березі Босфору. Воно було засноване в VII столітті до н. е. і називалося Візантій. На його місці закладається Константинополь (себто місто Костянтина, укр. Царгород). Це місто оголошується Новим Римом.
У 395 році останній загальноримський імператор Феодосій ділить імперію між двома синами — Аркадієм і Гонорієм. Імператором Західної Римської імперії з центром у Римі стає 11-річний Гонорій, а імператором Східної Римської імперії (Візантійської, від «Візантій», Візантії, Ромейської, «Римської») з центром у Константинополі — 18-річний Аркадій. Перший Рим починає втрачати свою важливість і через деякий час піддається розграбуванню. Феодосій волів жити в Медіолані, але з 402 р. столиця Західної імперії, що постійно піддавалася нашестю варварів, переноситься до невеликого, але добре укріпленого міста Равенна.
У 410 році Рим зазнав нападу вестготів і був сильно зруйнований. У 455 Рим був захоплений вандалами, іншим германським плем'ям, яке до того часу заснувало незалежну державу в Римській Північній Африці. Вони не тільки пограбували місто, а й знищили багато пам'яток архітектури і мистецтва, які не могли вивезти з Італії до Африки, тому їхня назва стала вживатися як символ варвара-руйнівника. Остаточне падіння Західної імперії було інспіроване візантійським імператором Зеноном. 23 серпня (4 вересня) 476 року в ході чергової міжусобної війни полководець Одоакр захопив Рим, а 16-річний останній римський імператор Ромул Август (або Августул — маленький Август) був скинений. За згодою Зенона Одоакр визнав імператором Заходу попередника Ромула Августула імператора Юлія на прізвисько Непот («племінник», оскільки слабкий Непот правив Заходом як ставленик візантійського імператора, свого родича; у наш час непотизмом називають зайняття посад завдяки родинним зв'язкам, кумівство). Проте 480 року Непот був убитий власними охоронцями, а його корону відіслали до Візантії, після чого Зенон вирішив надалі західних імператорів не призначати.
Більшість учених вважають 476 рік початком Середньовіччя. Інші стверджують, що Середньовіччя почалося в 313 році, коли в Римській імперії були заборонені переслідування християн, і християнство перетворилося на панівну релігію.

## Поширення християнства. Відродження Європи
Християнізація германських племен почалася в IV столітті з навернення готів і тривала впродовж усього періоду раннього Середньовіччя. У VI і VII ст. християнську віру поширювали ірландські й шотландські місіонери (св. Нініан, св. Колумба), у VIII і IX століття — англосаксонські, які подібно Алкуїну, зіграли важливу роль у формуванні епохи Каролінзького відродження. До 1000 року християнство поширилося всією Європою, за винятком віддалених теренів Скандинавії та Балтики, навернення яких відбулося пізніше, в період Високого середньовіччя.

## Вікінги
Епоха вікінгів охоплює період з 793 по 1066 рік. За два з половиною століття цей народ під час військових рейдів і торгових подорожей досліджував значну частину Європи, південний захід Азії, північ Африки і північно-східне узбережжя Північної Америки.